# 호모 루덴스

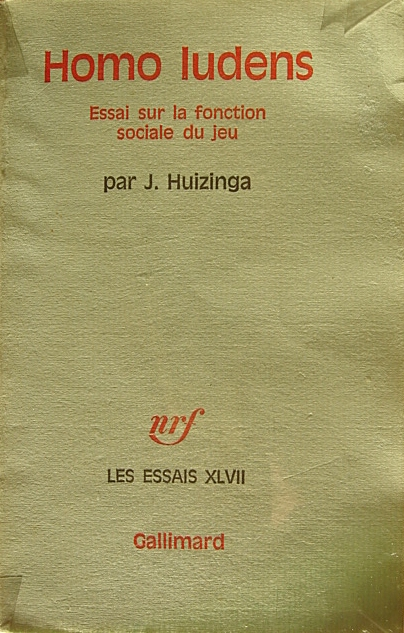
호모 루덴스 책 표지

호모 루덴스(Homo Ludens)는 유희의 인간을 뜻하는 용어이다. 인간의 본질을 유희라는 점에서 파악하는 인간관이다. 문화사를 연구한 요한 하위징아에 의해 창출된 개념으로 유희라는 말은 단순히 논다는 말이 아니라, 정신적인 창조 활동을 가리킨다. 풍부한 상상의 세계에서 다양한 창조 활동을 전개하는 학문, 예술 등 인간의 전체적인 발전에 기여한다고 보는 모든 것을 의미한다. 쉽게 말해 소설-드라마-영화-유튜브 등등을 만드는 것들이 이 분류에 포함된다.

## 개요
호모 루덴스는 노는 사람이라는 뜻이다. 레저 시대의 인간상이다. 사생활 존중주의가 횡행하는 현대사회에서 많이 볼 수 있는 것이 레저를 추구하고 노는 것 그 자체를 추구하는 향락인, 또는 여가중심형의 인간이다. 이것은 특히 젊은 세대에 두드러지게 나타나고 있으나 쾌락주의적 또는 향락주의적인 가치관은 직업·계층·성(性)·연령을 떠나서 점차로 널리 번져가고 있다. 이러한 가치관에 입각해서 인생의 의의를 소비·레저·놀이·향락에서 찾으며, 그것을 자기목적화(自己目的化)해 추구하는 인간을 호이징가(J. Huizinga, 1872-1945)에 의해서 호모 루덴스라고 불리게 되었다. 원래 인간은 지혜와 이성과 지식을 갖춘 호모 사피엔스(homo sapiens, 知識人)이였으며, 생산과 노동에 정통한 호모파베르(homo faber, 工作人)였다. 그런데 생산 또는 노동의 마당에서 소외된 인간성을 소비 또는 여가(餘暇) 가운데서 찾아보려고 하여 근검절약을 앞세우는 노동윤리를 부정하고 노동으로부터 해방된 자유로운 시간을 적극적으로 쾌적하게 소비하려는 여가윤리(餘暇倫理)가 우세해짐에 따라 일시적인 기분풀이라든가 열광적인 광란 속에서 인생의 보람과 스릴을 느끼며 인간의 실존(實存)을 확증해 보려고 애쓰는 인간이 등장하게 된 것이다.

## 같이 보기
- 헤르만 헤세
- 호모 파베르